# Неопалимівка
Неопалимі́вка — село в Україні, у Первозванівській сільській громаді Кропивницького району Кіровоградської області. Орган місцевого самоврядування — Первозванівська сільська рада. Населення становить 40 осіб.

## Промисловість
Шахта «Інгульська» — підприємство по видобутку руди урану та торію. Структурний підрозділ гірничо-збагачувального комбінату «Східний». Заснована у 1967 році.

## Населення
Згідно з переписом УРСР 1989 року чисельність наявного населення села становила 65 осіб, з яких 32 чоловіки та 33 жінки.
За переписом населення України 2001 року в селі мешкало 40 осіб.

### Мова
Розподіл населення за рідною мовою за даними перепису 2001 року:
| Мова       | Відсоток |
| ---------- | -------- |
| українська | 87,50 %  |
| російська  | 12,50 %  |